# The Lord of the Rings: The Return of the King
The Lord of the Rings: The Return of the King (De Terugkeer van de Koning) is het derde deel van Peter Jacksons filmtrilogie The Lord of the Rings, gebaseerd op de gelijknamige bestseller van J.R.R. Tolkien.
De film ging in première op 1 december 2003 in Wellington, Nieuw-Zeeland en op 17 december werd hij wereldwijd in bioscopen vertoond. The Return of the King is het vervolg op The Fellowship of the Ring (2001) en The Two Towers (2002). Vergeleken met het boek van Tolkien verhaalt de film delen van zowel The Two Towers als The Return of the King.
Tijdens de Oscars van 2004 was hij genomineerd voor elf Oscars. De film verzilverde alle nominaties (waaronder die van beste film) en deelt zo het record aantal oscars van elf met Titanic en Ben Hur. Een jaar later, eind 2004, kwam de Extended Edition van deze film uit en werden er nog 48 minuten aan nieuwe en uitgebreide scènes aan deze film toegevoegd.
Op 14 november 2003 kwam het gelijknamige spel uit voor op de Xbox, Microsoft Windows, PlayStation 2, Game Boy Advance, Nintendo GameCube en Mac OS X.

## Verhaal
De film begint met een flashback die toont hoe 500 jaar geleden Sméagol de Ene Ring in handen kreeg en deze hem langzaam veranderde in Gollem.
Gollem doet nog altijd dienst als gids voor Frodo en Sam, die hij naar Minas Ithil brengt. Aragorn, Legolas, Gimli, Gandalf, Théoden en Éomer arriveren ondertussen bij het door de Enten veroverde Isengard, waar ze Merijn en Pepijn terugvinden.(In de Extended editie steekt Grima Saruman in z'n rug en valt hij van de toren. Legolas vermoordt Grima. Saruman wordt gespiest en glijdt in het water. De Palantír valt hierdoor in het water.) In de film laat Gandalf Saruman en Grima onder bewaking van Boombaard. Hoe de Palantír in het water terechtkomt, is dan onbekend - waarschijnlijk bij de vernietiging van Isengard door de Enten. Pepijn vindt in het water de Palantír van Saruman. Die avond besluit Pepijn er, tegen Gandalfs advies in, in te kijken. Hij ziet hoe Sauron een aanval beraamt op de stad Minas Tirith. Sauron ziet door de Palantír echter Pepijn en denkt dat hij de Ene Ring heeft. Gandalf besluit Pepijn in veiligheid te brengen en neemt hem mee naar Minas Tirith om de bevolking te waarschuwen.
In Minas Tirith bezoeken Gandalf en Pepijn de stadhouder Denethor II, die nog altijd rouwt om de dood van zijn zoon Boromir. Pepijn probeert het goed te maken door loyaliteit aan Denethor te zweren. Ondertussen, in Mordor, bereidt het leger van Sauron onder leiding van de Tovenaar-koning van Angmar zich voor op de aanval. Sam, Frodo en Gollem zijn er getuige van hoe het leger de stad Minas Ithil verlaat. In Minas Tirith wil Denethor niets weten van Gandalfs waarschuwing. Hierop laat Gandalf Pepijn het noodbaken ontsteken zodat het leger van Rohan denkt dat Gondor hen te hulp roept.
Ondertussen wacht het leger van Rohan in tenten. Aragorn, Legolas en Gimli zijn daar ook. Aragorn krijgt bezoek van Elrond (die uit Rivendel komt), die het zwaard Narsil (waarmee Sauron ooit werd verslagen door Isildur) heeft laten hersmeden tot Anduril. Aragorn accepteert het zwaard en zijn lotsbestemming als koning van Gondor. Hij besluit de volgende dag samen met Gimli en Legolas naar het vervloekte Leger der doden te gaan. Als Aragorn, Gimli en Legolas beroep willen doen op het Leger der Doden, weigeren ze, totdat ze zien dat Aragorn het zwaard Narsil heeft.
Het leger van Sauron komt ondertussen op Minas Tirith af. Denethor raakt gespannen en daarom neemt Gandalf de leiding over de soldaten. De strijd om Minas Tirith barst los. Het leger van Sauron slaagt erin binnen te dringen in de stad. Denethor wil tijdens de strijd z'n zoon Faramir verbranden, omdat hij denkt dat die al dood is. Als Denethor hem bijna wil verbranden op de brandstapel, verschijnt Gandalf. Het lukt Pepijn nog net Faramir van de brandstapel af te halen. Denethor rent onder de vlammen naar beneden in de afgrond, waar hevig wordt gevochten.
Ondertussen, in Mordor, leidt Gollem Frodo en Sam in een val. Hij lokt hen naar het hol van de enorme spin Shelob. Frodo wordt door de angel van de spin gestoken, maar Sam kan haar wegjagen. Denkend dat Frodo dood is, neemt Sam de Ring van hem over om deze te vernietigen. Pas later hoort hij dat Frodo enkel verdoofd is, en hij volgt de groep Orks die Frodo hebben gevangen.
In het heetst van de strijd arriveert Aragorn met het Leger der doden. De kansen keren voor Gondor en Saurons leger wordt snel verslagen. De Tovenaar-koning sterft in een gevecht met Éowyn en Merijn. Nu het leger is verslagen, bevrijdt Aragorn het Leger der doden van hun vloek zodat ze in vrede kunnen rusten.
Sam redt Frodo en samen vervolgen ze het laatste stuk van de reis naar de Doemberg. Aragorn komt ondertussen met het idee om de poort van Mordor aan te vallen en zo Sauron lang genoeg af te leiden voor Frodo en Sam om hun doel te halen.(In de Extended Editie komt eerst de Mond van Sauron naar buiten die wordt gedood door Aragorn. In de normale film komt gelijk het leger van Mordor naar buiten en is de Mond van Sauron geskipt.) Het plan slaagt en Frodo en Sam bereiken onopgemerkt de Doemberg. Het is nu aan Frodo om de Ring in de lava te gooien. Maar net als bij Isildur duizenden jaren geleden, blijkt de macht van de Ring op het laatste moment ook te groot te zijn voor Frodo, en hij wil de Ring zelf houden. Dan duikt Gollem weer op en valt Frodo aan. Gollem bijt Frodo's wijsvinger af. In de worsteling ontneemt Gollem Frodo de Ring. Al snel vechten Frodo en Gollem tegen elkaar om de Ring en door dat gevecht valt Gollem met Ring en al in de lava. De Ring wordt vernietigd. Tegelijk begint ook Mordor uiteen te vallen. De toren van Sauron stort in en de rest van zijn leger wordt gedood.
Sam en Frodo kunnen uit de Doemberg ontsnappen en worden gered door Gandalf op een enorme adelaar. Hij brengt het tweetal terug naar Minas Tirith, waar ze herenigd worden met hun vrienden.
Aragorn wordt op de binnenplaats van Minas Tirith tot koning gekroond en een nieuw tijdperk breekt aan voor Gondor en Midden-aarde. De Hobbits keren weer huiswaarts, waar Sam trouwt met Roosje Katoen. Frodo schrijft al zijn belevenissen op in het boek dat Bilbo hem gaf en geeft het boek vervolgens door aan Sam voor eventuele extra toevoegingen. Aan het eind van de film verlaat Frodo samen met Gandalf, Bilbo, Elrond en Galadriel in de Grijze Havens voorgoed Midden-aarde.

## Rolverdeling
| Rol                                              | Acteur/actrice                      | Wezen in de film          |
| ------------------------------------------------ | ----------------------------------- | ------------------------- |
| Frodo Baggins                                    | Elijah Wood                         | Hobbit                    |
| Gandalf                                          | Ian McKellen                        | Tovenaar (Maia) (Istari)  |
| Aragorn Elessar II                               | Viggo Mortensen                     | Mens (Númenor) (Gondor)   |
| Samwise "Sam" Gamgee                             | Sean Astin                          | Hobbit                    |
| Galadriel                                        | Cate Blanchett                      | Elf                       |
| Théoden                                          | Bernard Hill                        | Mens (Rohan)              |
| Éowyn                                            | Miranda Otto                        | Mens (Rohan)              |
| Éomer                                            | Karl Urban                          | Mens (Rohan)              |
| Gimli                                            | John Rhys-Davies                    | Dwerg                     |
| Treebeard                                        | John Rhys-Davies (stem)             | Ent                       |
| Meriadoc "Merry" Brandybuck                      | Dominic Monaghan                    | Hobbit                    |
| Peregrin "Pippin" Took                           | Billy Boyd                          | Hobbit                    |
| Legolas Greenleaf                                | Orlando Bloom                       | Elf                       |
| Elrond                                           | Hugo Weaving                        | Elf                       |
| Sméagol/Gollem                                   | Andy Serkis                         | Ooit een Hobbit           |
| Arwen Undomiel                                   | Liv Tyler                           | Elf                       |
| Celeborn                                         | Marton Csokas                       | Elf                       |
| Guritz                                           | Craig Parker                        | Ork                       |
| Bilbo Baggins                                    | Ian Holm                            | Hobbit                    |
| Denethor II                                      | John Noble                          | Mens (Gondor)             |
| Boromir                                          | Sean Bean                           | Mens (Gondor)             |
| Faramir                                          | David Wenham                        | Mens (Gondor)             |
| Rosie Cotton                                     | Sarah McLeod                        | Hobbit                    |
| Gothmog                                          | Lawrence Makoare                    | Ork                       |
| Tovenaar-koning van Angmar                       | Lawrence Makoare Andy Serkis (stem) | Nazgûl (Ringgeest)        |
| King of the Dead                                 | Paul Norell                         |                           |
| Saruman (alleen op de Extended Edition)          | Christopher Lee                     | Tovenaar (Maia)           |
| Mond van Sauron (alleen op de Extended Edition)  | Bruce Spence                        | Mens (Zwarte Númenóreaan) |
| Gríma Wormtongue (alleen op de Extended Edition) | Brad Dourif                         | Ooit een Mens van Rohan   |

## Achtergrond

### Productie
The Return of the King werd tegelijk met de andere twee films uit de trilogie geproduceerd en gefilmd. Peter Jackson vond persoonlijk de derde film het makkelijkst om te maken daar de climax van het verhaal erin verwerkt is.
De stad Minas Tirith werd grotendeels gebouwd bij Dry Creek Quarry, net buiten Wellington. Dit was dezelfde locatie voor de set van Helmsdiepte in de vorige film.
De film introduceert een nieuw digitaal geanimeerd personage: de spin Shelob. Shelob werd reeds ontworpen in 1999. Peter Jackson keek al vanaf het begin uit naar de scène daar hij zelf bang is voor spinnen.
De opnames van de film vonden grotendeels plaats in 2000, maar een paar scènes werden in 1999 al opgenomen zoals de scène waarin Gollem Frodo en Sam tegen elkaar opzet. De reden dat deze scène toen al werd opgenomen was omdat de opnames voor The Fellowship of the Ring tijdelijk stillagen door een overstroming in Queenstown. In 2003 werden nog wat extra opnames gemaakt.
Post-productie van The Return of the King begon in november 2002.

### Veranderingen ten opzichte van het boek
Peter Jackson bracht een aantal veranderingen aan in het verhaal. 
- Denethor is in het boek een stuk tragischer en minder arrogant. In het boek is hij het die Rohan om hulp vraagt, terwijl hij dat in de film weigert te doen.
- In de film wordt Faramir tijdens zijn terugtocht uit Osgiliath gered door Gandalf, waarna zijn vader hem terugstuurt met een klein leger; hierop komt alleen Faramir zwaargewond terug. In het boek werd Faramir ook teruggestuurd naar Osgiliath, maar werd hij pas daarna door de vliegende Nazgûl aangevallen en door Gandalf gered.
- In het boek komen de Dolers uit het noorden Aragorn te hulp, samen met de zonen van Elrond, die een door Arwen vervaardigde banier meebrengen. In de film is het Elrond die Aragorn bij Dunharg bezoekt, om hem het zwaard Andúril te overhandigen. Dat wapen werd in de boeken al in deel 1 gesmeed.
- In het boek volgen de Doden Aragorn gewillig, terwijl ze hem in de film eerst proberen aan te vallen. In het boek worden de Doden al na het veroveren van de schepen van Umbar van hun vloek verlost, waarna de Dolers en de krijgers uit Zuid-Gondor de schepen overnemen en helpen om de veldslag van Pelennor te winnen. In de film zijn het de Doden die de schepen overnemen en de legers van Minas Morgul verslaan.
- In de film is Merijn aanwezig bij de veldslag voor de Zwarte Poort. In het boek is hij nog herstellende in Gondor, en is Pepijn de enige Hobbit die er aanwezig was. De Mond van Sauron komt enkel voor in de Extended Edition, waarin Aragorn hem onthoofdt terwijl in het boek wordt benadrukt dat onderhandelaars nooit mochten worden aangevallen.
- Frodo en Sam krijgen in het boek geen ruzie, maar de producenten vonden dat dit meer diepte gaf aan de film. In het boek gaan ze dus samen Shelobs Leger in.
- De rol van de Orks Shagrat (van de Cirith Ungol) en Gorbag (uit Minas Morgul) zijn min of meer omgekeerd. In het boek wil Gorbag de mithril-maliënkolder van Frodo inpikken en wil Shagrat dit voorkomen. In de film is het andersom. In beide versies komt het hierop tot een vechtpartij, waarbij de Orks elkaar uitmoorden. In de film zijn er echter meer overlevenden en overleeft Gorbag; als hij Frodo wil vermoorden wordt hij door Sam gedood.
- De manier waarop Gollem in de lava valt werd ook aangepast. In het boek glijdt Gollem enkel uit. In de film valt hij over de rand tijdens zijn worsteling met Frodo.
- In de film keren de Hobbits moeiteloos terug naar huis; de Gouw is onberoerd. In het boek blijkt dat tijdens hun afwezigheid Saruman een schrikbewind in de Gouw op poten had gezet, zodat het tot een laatste, kleinschalige veldslag komt in Bijwater. De dood van Saruman en Slangtong vindt in de bioscoopversie niet plaats; in de Extended Edition worden zij in Isengard gedood.

Oorspronkelijk wilde Peter Jackson Sauron deel laten nemen aan de laatste veldslag in Mordor. Hij zou met Aragorn vechten. Later kwam hij terug op zijn beslissing daar dit te veel afweek van het boek, en werd de digitale Sauron vervangen door een trol.

### Speciale effecten
The Return of the King bevat 1.488 shots met visuele effecten, bijna drie keer zoveel als in de eerste film en twee keer zoveel als de tweede film. Jackson en Christian Rivers gebruikten computers om de enorme veldslag rondom Minas Tirith te plannen. Er stonden 60 shots gepland met 50.000 personages, maar dit werd al snel verhoogd naar 250 shots met 200.000 personages. Weta Digital nam de taak desondanks aan en leverde 100 shots per week af.
Voor het gevecht werden 450 bewegingen opgenomen voor het Massive. Net als in de vorige films werden er digitale stand-ins gemaakt van de acteurs voor de lastigste scènes.

### Muziek
De muziek van de film werd net als bij de vorige twee films gecomponeerd door Howard Shore. Hij moest zeven minuten muziek per dag schrijven om het productietempo bij te houden. Zijn werk werd bemoeilijkt doordat de filmmakers steeds opnieuw veranderingen aanbrachten, waardoor Howard Shore op zijn beurt de muziek moest aanpassen aan de beelden.
De film bevat het volledige Gondorthema, dat in de eerste film even kort te horen was tijdens Boromirs toespraak. Acteurs Billy Boyd, Viggo Mortensen en Liv Tyler droegen ook bij aan de filmmuziek. Boyd zingt wanneer Faramir ten strijde trekt tegen de Orks in Osgiliath, Mortensen zingt wanneer hij tot koning wordt gekroond en in de extended version van de film zingt Tyler wanneer Aragorn Éowyn geneest.

### Reacties
The Return of the King bracht op zijn openingsdag in Amerika 34,5 miljoen dollar op, en was daarmee lange tijd de succesvolste film ooit. De film scoort een 94% op Rotten Tomatoes. Veel critici omschreven de film als een van de beste films ooit.
Punt van kritiek was echter de lengte van de film, vooral die van de epiloog.

## Prijzen en nominaties
The Return of the King werd genomineerd voor 185 prijzen, waarvan hij er 117 won. Voor het volledige overzicht, zie IMDb. De belangrijkste hiervan zijn:
| Jaar | Prijs         | Categorie                              | Genomineerde(n)                                                   | Uitslag     |
| ---- | ------------- | -------------------------------------- | ----------------------------------------------------------------- | ----------- |
| 2004 | Academy Award | Best Achievement in Sound Mixing       | Christopher Boyes, Michael Semanick, Michael Hedges, Hammond Peek | gewonnen    |
| 2004 | Academy Award | Best Art Direction-Set Decoration      | Grant Major, Dan Hennah, Alan Lee                                 | gewonnen    |
| 2004 | Academy Award | Beste kostuums                         | Ngila Dickson, Richard Taylor                                     | gewonnen    |
| 2004 | Academy Award | Beste regisseur                        | Peter Jackson                                                     | gewonnen    |
| 2004 | Academy Award | Beste montage                          | Jamie Selkirk                                                     | gewonnen    |
| 2004 | Academy Award | Beste make-up                          | Richard Taylor, Peter King                                        | gewonnen    |
| 2004 | Academy Award | Beste muziek                           | Howard Shore                                                      | gewonnen    |
| 2004 | Academy Award | Beste originele lied                   | Fran Walsh, Howard Shore, Annie Lennox                            | gewonnen    |
| 2004 | Academy Award | Beste film                             | Barrie M. Osborne, Peter Jackson, Fran Walsh                      | gewonnen    |
| 2004 | Academy Award | Beste visuele effecten                 | Jim Rygiel, Joe Letteri, Randall William Cook, Alex Funke         | gewonnen    |
| 2004 | Academy Award | Beste script                           | Fran Walsh, Philippa Boyens, Peter Jackson                        | gewonnen    |
| 2004 | Saturn Award  | Beste acteur                           | Elijah Wood                                                       | gewonnen    |
| 2004 | Saturn Award  | Beste regisseur                        | Peter Jackson                                                     | gewonnen    |
| 2004 | Saturn Award  | Beste fantasyfilm                      | -                                                                 | gewonnen    |
| 2004 | Saturn Award  | Beste make-up                          | Richard Taylor, Peter King                                        | gewonnen    |
| 2004 | Saturn Award  | Beste muziek                           | Howard Shore                                                      | gewonnen    |
| 2004 | Saturn Award  | Beste speciale effecten                | Jim Rygiel, Joe Letteri, Randall William Cook, Alex Funke         | gewonnen    |
| 2004 | Saturn Award  | Beste mannelijke bijrol                | Sean Astin                                                        | gewonnen    |
| 2004 | Saturn Award  | Beste script                           | Fran Walsh, Philippa Boyens, Peter Jackson                        | gewonnen    |
| 2004 | Saturn Award  | Beste acteur                           | Viggo Mortensen                                                   | genomineerd |
| 2004 | Saturn Award  | Beste kostuums                         | Ngila Dickson, Richard Taylor                                     | genomineerd |
| 2004 | Saturn Award  | Beste mannelijke bijrol                | Ian McKellen                                                      | genomineerd |
| 2004 | Saturn Award  | Beste mannelijke bijrol                | Andy Serkis                                                       | genomineerd |
| 2004 | Saturn Award  | Beste vrouwelijke bijrol               | Miranda Otto                                                      | genomineerd |
| 2004 | Golden Globe  | Beste regisseur                        | Peter Jackson                                                     | gewonnen    |
| 2004 | Golden Globe  | Beste film – drama                     | -                                                                 | gewonnen    |
| 2004 | Golden Globe  | Beste originele muziek                 | Howard Shore                                                      | gewonnen    |
| 2004 | Golden Globe  | Beste originele lied                   | Howard Shore, Fran Walsh, Annie Lennox                            | gewonnen    |
| 2004 | Hugo Award    | Best Dramatic Presentation - Long Form | -                                                                 | gewonnen    |
| 2005 | Saturn Award  | Best DVD Special Edition Release       | -                                                                 | gewonnen    |